# Jordi Bonet i Armengol
 (juin 2022).
La mise en forme du texte ne suit pas les recommandations de Wikipédia : il faut le « wikifier ».
Les points d'amélioration suivants sont les cas les plus fréquents. Le détail des points à revoir est peut-être précisé sur la page de discussion.
- Les titres sont pré-formatés par le logiciel. Ils ne sont ni en capitales, ni en gras.
- Le texte ne doit pas être écrit en capitales (les noms de famille non plus), ni en gras, ni en italique, ni en « petit »…
- Le gras n'est utilisé que pour surligner le titre de l'article dans l'introduction, une seule fois.
- L'italique est rarement utilisé : mots en langue étrangère, titres d'œuvres, noms de bateaux, etc.
- Les citations ne sont pas en italique mais en corps de texte normal. Elles sont entourées par des guillemets français : « et ».
- Les listes à puces sont à éviter, des paragraphes rédigés étant largement préférés. Les tableaux sont à réserver à la présentation de données structurées (résultats, etc.).
- Les appels de note de bas de page (petits chiffres en exposant, introduits par l'outil «  Source ») sont à placer entre la fin de phrase et le point final[comme ça].
- Les liens internes (vers d'autres articles de Wikipédia) sont à choisir avec parcimonie. Créez des liens vers des articles approfondissant le sujet. Les termes génériques sans rapport avec le sujet sont à éviter, ainsi que les répétitions de liens vers un même terme.
- Les liens externes sont à placer uniquement dans une section « Liens externes », à la fin de l'article. Ces liens sont à choisir avec parcimonie suivant les règles définies. Si un lien sert de source à l'article, son insertion dans le texte est à faire par les notes de bas de page.
- La présentation des références doit suivre les conventions bibliographiques. Il est recommandé d'utiliser les modèles {{Ouvrage}}, {{Chapitre}}, {{Article}}, {{Lien web}} et/ou {{Bibliographie}}. Le mode d'édition visuel peut mettre en forme automatiquement les références.
- Insérer une infobox (cadre d'informations à droite) n'est pas obligatoire pour parachever la mise en page.

Pour une aide détaillée, merci de consulter Aide:Wikification.
Si vous pensez que ces points ont été résolus, vous pouvez retirer ce bandeau et améliorer la mise en forme d'un autre article.
 (juin 2022).
Le contenu est difficilement compréhensible vu les erreurs de traduction, qui sont peut-être dues à l'utilisation d'un logiciel de traduction automatique.
Jordi Bonet et Armengol (Barcelone, 12 mai 1925 - Barcelone, 20 juin 2022) a été un architecte, activiste culturel et dirigeant du scoutisme catalan,.
Il a été le directeur et coordinateur des œuvres du temple de la Sainte Famille de Barcelone de 1985 à 2012 (87 ans),,. Jusque le dernier jour, il a suivi lié aux œuvres de la Sagrada Família comme directeur émérite, à la fois comme vulgarisateur et interprète de l'œuvre d'Antoni Gaudí avec des conférences à échelle internationale. Il a été membre de l'Académie Royale Catalane de Beaux-arts de Sant Jordi, de l’Académie royale catalane des beaux-arts de Saint-Georges et membre de du Conseil National de Musées de Catalogne et du Conseil national de musées de Catalogne et membre ad honorem de l'Académie du Panthéon (Rome), entre autres.

## Biographie
Jordi Bonet était fils de l'architecte Lluís Bonet i Garí (1893-1993) et de la mécène et activiste culturel Maria Mercè Armengol et Tubau. Il est le frère du compositeur Narcís Bonet et du recteur de la Paroisse de la Sainte Famille, curé Lluís Bonet, ainsi que cousin de deuxième degré de l'artiste québécois Jordi Bonet. De la main de son père, architecte disciple direct d'Antoni Gaudí et un des continuateurs des œuvres du Temple Expiatoire de la Sainte Famille en tant que directeur des travaux, les visites au temple éveillent en lui l'admiration de Gaudí. En 1949 il devient architecture par l'Université de Barcelone, en 1961 il obtient le diplôme en Housing Construction aux États-Unis, et en 1965 il obtient le Doctorat de l'École Supérieure d'Architecture de Barcelone.
Il commence à travailler en combinant les théories architectoniques de Gaudí, qu'il considère son maître, à des éléments d'architecture rationaliste. Entre les œuvres qu'il dessine en suivant le modèle de Gaudí on compte : l'église de Vinyoles d'Orís (1955), le monastère de Saint Benet de Montserrat en continuant l'œuvre de son père, l'église de Sant Medir de Barcelone (1960), et l'église de la Fortesa (1962). En parallèle, dans le domaine de l'architecture industrielle, il teste de nouveaux matériels et designs pour la construction du bâtiment Aiscondel et pour les usines de parfumerie Puig (entreprise) et Dana. On note aussi quelques équipements culturels remarquables tels que l'école Sant Gregori, à Barcelone, l'Auditorium Pau Casals, au Vendrell (1981) ou encore le Théâtre Auditorium Felipe Pedrell de Tortosa. En outre, il réalise près de 2000 maisons et appartements, en particulier pour le coopérativisme ouvrier en ville mais aussi des projets résidentiels pour des familles sur la côte catalane et dans les Pyrénées. Il fait partie du groupe artistique La Cantonada avec des remarquables artistes barcelonais : Jordi Vilanova i Bosch, Jordi Aguadé, Aureli Bisbe et Joan Vila-Grau. En Amérique latine y dirige plusieurs projets de réhabilitation et construction, entre eux la chapelle des Maries (Corrientes, en Argentine) et l'église de la compagnie de Jésus à la Cochabamba (Bolivie).
Depuis très jeune, il se forme par le scoutisme à côté de curé Antoni Batlle. En 1957, il est le premier président de la Délégation Diocésaine de Scoutisme de Barcelone. Et en 1965 il devient le premier dirigeant catalan de l'Organisation Internationale Catholique de Scoutisme, entité de laquelle il est secrétaire générale de 1977 à 1981. Il est aussi président du Mouvement Scout Catholique d'Espagne (1962-1977).
Il est vice-président de l'Òmnium Cultural et du Centre Excursionniste de Catalogne. Il est membre du Conseil du Collège d'Architectes de Catalogne et du patronat de la Fondation Gala-Salvador Dalí, entre autres. En 1981 il est nommé commandeur de l'Ordre de Saint-Grégoire-le-Grand par le Vatican et en 1985 il devient consultant du Conseil Pontifical pour les laïques (Pontificium Consilium profit Laicis). Entre autres responsabilités, il est membre des patronats des fondations Temple Expiatoire de la Sainte Famille (1968), de Pau Casals (1986), de l'Orfeó Gracienc (1990), de la Société Catalane d'Études Historiques, de la Société Catalane d'Ordination du Territoire et de la Fondation Lluís Domenech et Montaner. Il est président du Patronat des Monastères de Sant Cugat del Vallès, Saint Pere de Rodes et Sainte Maria de Vilabertran et des Musées de Solsona, dera Val d'Aran et Musée Prat de la Riba de Castellterçol. En 1990, il reçoit la prestigieuse Croix de Sant Jordi. En 1981 il devient membre du Conseil de Musées de la Catalogne. En 1998 il est nommé président de la Royale Académie de Beaux-arts de Sant Jordi.
Il devient le premier directeur général du Patrimoine Artistique et Culturel de la Généralité de Catalogne à l'arrivée de la Démocratie à la suite de la dictature de Franco en Espagne, entre 1981 et 1984. En 1985 il est nommé architecte directeur des œuvres de la Sainte Famille, de laquelle déjà a été lié auparavant en tant que membre du patronat. Pendant sa période comme architecte du temple, il introduit les outils informatiques de design assistés par ordinateur et d'ingénierie digitale, ce qui permet d'avancer davantage dans les travaux. Et il a aussi réhabilité le bâtiment des écoles de la Sainte Famille détruit pendant la guerre civile espagnole. Le 7 novembre 2010, lors de la cérémonie de dédicace au culte du temple de la Sagrada Família, Jordi Bonet, en tant qu'architecte directeur-coordinateur, est la personne qui livre les clés de la nouvelle basilique au Pape Benoît XVI et le responsable qui lui explique la construction du temple au nom de tous ceux qu'ont travaillé pour construire cette grande œuvre.
Le 19 mars 2019 il est nommé membre académicien ad honorem de l'Académie Pontificale du Panthéon dans une cérémonie au Panthéon de Rome dirigé par le Cardenal Ravasi.
Jordi Bonet est marié à Mariona Agustí Badia (1952), fille de Conxita Badia, et ils ont six fils: Mercè, Montserrat, Jordi, Mariona, Lluís et Núria. Il est décédé le 20 juin 2022, à l'âge de 97 ans, dans sa ville natale de Barcelone,,.